# Nojals-et-Clotte
Nojals-et-Clotte korábbi község Franciaországban, Dordogne megyében. Lakosainak száma 227 fő (2018. január 1.). Nojals-et-Clotte Beaumont-du-Périgord, Labouquerie, Rampieux, Sainte-Sabine-Born és Naussannes községekkel határos.
2016. január 1-jén három másik korábbi községgel egyesült és az így létrejött Beaumontois en Périgord új község része lett.

## Népesség
A település népességének változása:
| Lakosok száma | 227  | 213  | 183  | 177  | 193  | 203  | 210  | 219  | 224  | 227  |
|               | 1962 | 1968 | 1982 | 1990 | 1999 | 2008 | 2011 | 2013 | 2017 | 2018 |